# أوهام الحب (فلم)
أوهام الحب هو فيلم رومانسي مصري من إنتاج عام 1970، الفيلم من إخراج ممدوح شكري وإنتاج آسيا داغر  وبطولة نجلاء فتحي، يوسف شعبان، يوسف فخر الدين، صفاء أبو السعود وزوزو ماضي.

## نبذه
تعلق نادية بحب سمير من النظرة الأولى وسرعان ما يعلنا زواجهما ولكن إهمال سمير لزوجته وإنشغاله الدائم بالقراءة عنها دفعها للوقوع في الرذيلة مع صديقه تحاول الاعتراف له في الوقت الذي يكتشف فيه سمير أنه مصاب بسرطان الدم ويحاول التضحية وعدم إخبار زوجته.

## طاقم العمل
- نجلاء فتحي بدور نادية
- يوسف شعبان بدور سمير
- يوسف فخر الدين بدور سامي
- صفاء أبو السعود بدور ناني
- زوزو ماضي بدور والدة ناني

## وصلات خارجية
- مقالات تستعمل روابط فنية بلا صلة مع ويكي بيانات